# 格朗西
格朗西（法語：Grancy）是瑞士联邦西部法语区的沃州下设的一个镇。在行政上属于莫尔日区管辖。格朗西的总面积为5.69平方公里。截至2010年底，总人口为379。